# Mordella sydneyana
Mordella sydneyana is een keversoort uit de familie spartelkevers (Mordellidae). De wetenschappelijke naam van de soort is voor het eerst geldig gepubliceerd in 1893 door Blackb.